# Invasions françaises de la Suisse en 1792 et 1798
 (mai 2014).
Si vous disposez d'ouvrages ou d'articles de référence ou si vous connaissez des sites web de qualité traitant du thème abordé ici, merci de compléter l'article en donnant les références utiles à sa vérifiabilité et en les liant à la section « Notes et références ».
Les invasions françaises de la Suisse en 1792 et 1798 sont des opérations militaires menées contre les cantons et villes suisses par les armées de la République française en 1792 et 1798.

## L'invasion de 1792 et ses conséquences
Dès 1797, la politique hégémonique française contre la Confédération des XIII cantons devait permettre aux révolutionnaires de s'emparer des richesses des villes suisses, d'autoriser l'accès à l'Italie par les cols alpins et d'utiliser à son profit le potentiel militaire de la Suisse. En raison des tensions politiques et sociales qui la déchiraient, la Confédération ne put ni trouver un arrangement avec la France, ni organiser la résistance. La politique de neutralité que la Suisse pratiquait depuis 1792 se trouva ainsi privée de ses fondements. En Europe, le prosélytisme révolutionnaire se transforma en impérialisme français.
Les armées françaises ont pénétré sur le territoire suisse en 2 phases. En 1792 l'évêché de Bâle, devenu indépendant sous le nom de République rauracienne, est annexé par la France sous le nom de département du Mont-Terrible, comprenant les districts actuels de Porrentruy et Delémont, le 23 mars 1793 ; la principauté de Montbéliard, jusqu'alors intégrée au département de la Haute-Saône, y est rattachée en 1797. Le reste du Jura bernois est progressivement rattaché au département en 1797 et en 1798. Le département du Mont-Terrible est intégralement rattaché au Haut-Rhin, le 17 février 1800.
Le 15 avril 1798, les Français occupent également la République de Genève et la transforment en un département du Léman, auquel ils ajoutent des parties de l'Ain et de la Haute-Savoie.
Le 17 décembre 1797, le directoire français prend un arrêté, signifié le 30 décembre aux gouvernements de Berne et de Fribourg, membres de la Confédération des XIII cantons, qui soutient les habitants du Pays de Vaud dans leur volonté d'indépendance et qui stipule « Les membres de ces gouvernements répondraient personnellement de la sûreté individuelle et des propriétés des habitants du pays de Vaud qui se seraient adressés et pourraient s'adresser à la république française ». Le 4 janvier Joseph Mengaud somme Berne de lui déclarer dans quel but elle semble vouloir rassembler des milices et fait appuyer cette interrogation par la marche d'une division de 10 000 hommes de l'armée d'Italie vers les frontières suisses. Celle-ci s'installe à Ferney-Voltaire.

## L'invasion française de 1798

### Occupation du Pays de Vaud
Ces mesures militaires déclenchent l'insurrection générale dans le pays de Vaud. Devant la menace, les baillis de Berne et de Fribourg décident de s'en aller et sont reconduits à la frontière de manière fort civile. Mais la France révolutionnaire a un besoin impérieux du trésor de Berne pour poursuivre son expansion en Europe. Elle organise alors un raid sur Thierrens et les milices vaudoises ripostent en tuant quelques envahisseurs Français. La Confédération doit alors organiser et rassembler un corps de 20 000 hommes sous le commandement du colonel Weiss pour marcher sur Lausanne et tenter d'empêcher l'invasion française. Pendant ce temps, les troupes révolutionnaires pénètrent dans le Pays de Vaud et contraignent Weiss à se retirer à Yverdon. Le départ de Weiss le 27 janvier déclenche la révolution vaudoise. Le 28 janvier, de nouvelles troupes françaises traversent le Léman et s'établissent à Lausanne. Weiss prend alors la décision de se retirer à Morat. La révolution vaudoise exerce une influence sur le reste de la Suisse, particulièrement à Bâle, Aarau, Fribourg, Soleure, où des insurrections éclatent. Berne temporise par quelques concessions.

### L'attaque sur Berne et la résistance des Confédérés

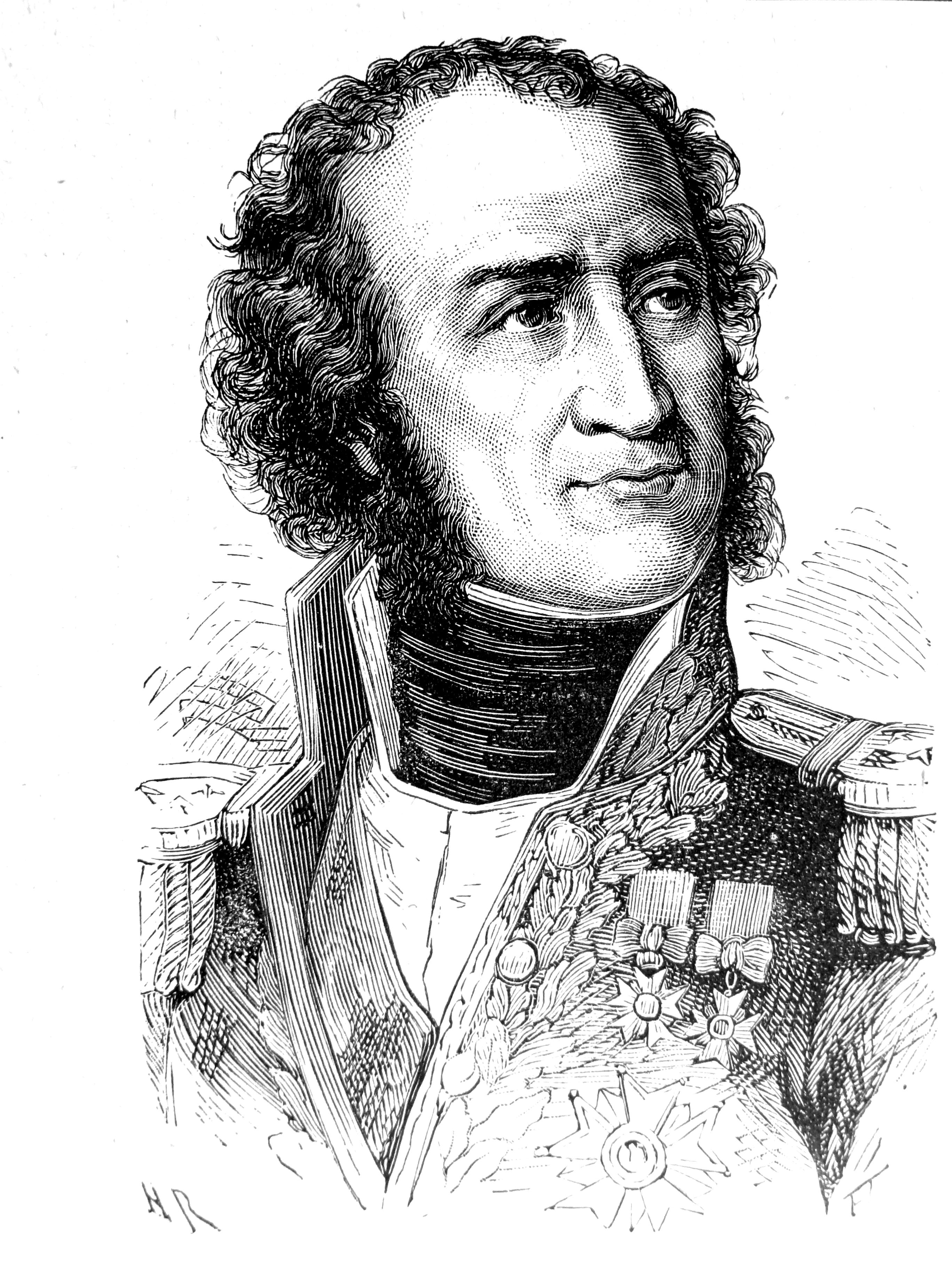
Le général Guillaume Brune, commandant en chef les troupes françaises stationnées en Suisse en 1798 (gravure pour l’Album du centenaire).

Après de nombreuses tractations politiques, le Directoire français fait connaître son intention d'établir une république en Suisse, organisée sur le modèle français. Berne est réduit à la nécessité de se défendre et appelle les autres cantons à son secours. Soleure, Fribourg et Zurich ainsi que les petits cantons centraux envoient des troupes. Berne réunit alors 25 000 à 30 000 hommes sous les ordres du général Charles Louis d'Erlach. Le général Guillaume Marie-Anne Brune prend le 4 février le commandement des troupes positionnées dans le Pays de Vaud et fait réunir ses troupes sur la frontière de Fribourg pendant qu'un corps de l'armée du Rhin, commandé par le général Schauenburg, vient en renfort par le Jura. Brune décide de gagner du temps en proposant des négociations avec les Bernois. Ceux-ci acceptent et une trêve de 15 jours est déclarée en attendant une réponse du Directoire. Brune et Schauenbourg concertent un plan d'attaque pour le 1er mars, le jour de l'expiration de l'armistice. Pendant ce temps, Berne hésite, d'Erlach tente de convaincre le Sénat bernois de l'autoriser à attaquer, mais l'indécision est totale et les ordres et contre-ordres se succèdent, jetant la confusion dans les troupes bernoises.
Le 2 mars, conformément au plan, Schauenburg commence les hostilités et s'empare du château de Dorneck, puis de Longeau sur la route de Bienne à Soleure. Schauenburg continue sa route et se porte alors sur Soleure où la ville se rend aux premières sommations. La reddition de Soleure livre aux Français un pont sur l'Aar. Au même moment, Brune investit Fribourg après un rapide combat. Les flancs de l'armée suisse se trouvent à découvert à la suite de la perte des deux villes. D'Erlach cherche à concentrer ses troupes à Fraubrunnen, Guminen, Laupen et Neuenegg, mais une seule division, celle de Watteville, opère sa retraite en bonne ordre. Les milices d'Argovie se débandent, et celles formant le centre de l'armée se révoltent. Le gouvernement de Berne porte le désordre à son comble en ordonnant le Landsturm (levée en masse). Le général d'Erlach réussit à ramener le calme dans une partie de la troupe mutinée, mais l'armée est maintenant réduite de moitié par la perte de contingents cantonaux. Le 5 au matin, une des colonnes de Brune, commandée par le général Pijon, passe la Singine pour attaquer Neuenegg qui contrôle la route de Berne. Les Français, après un succès initial sont forcés de retraverser la Singine, à la suite de l'arrivée de renforts suisses.

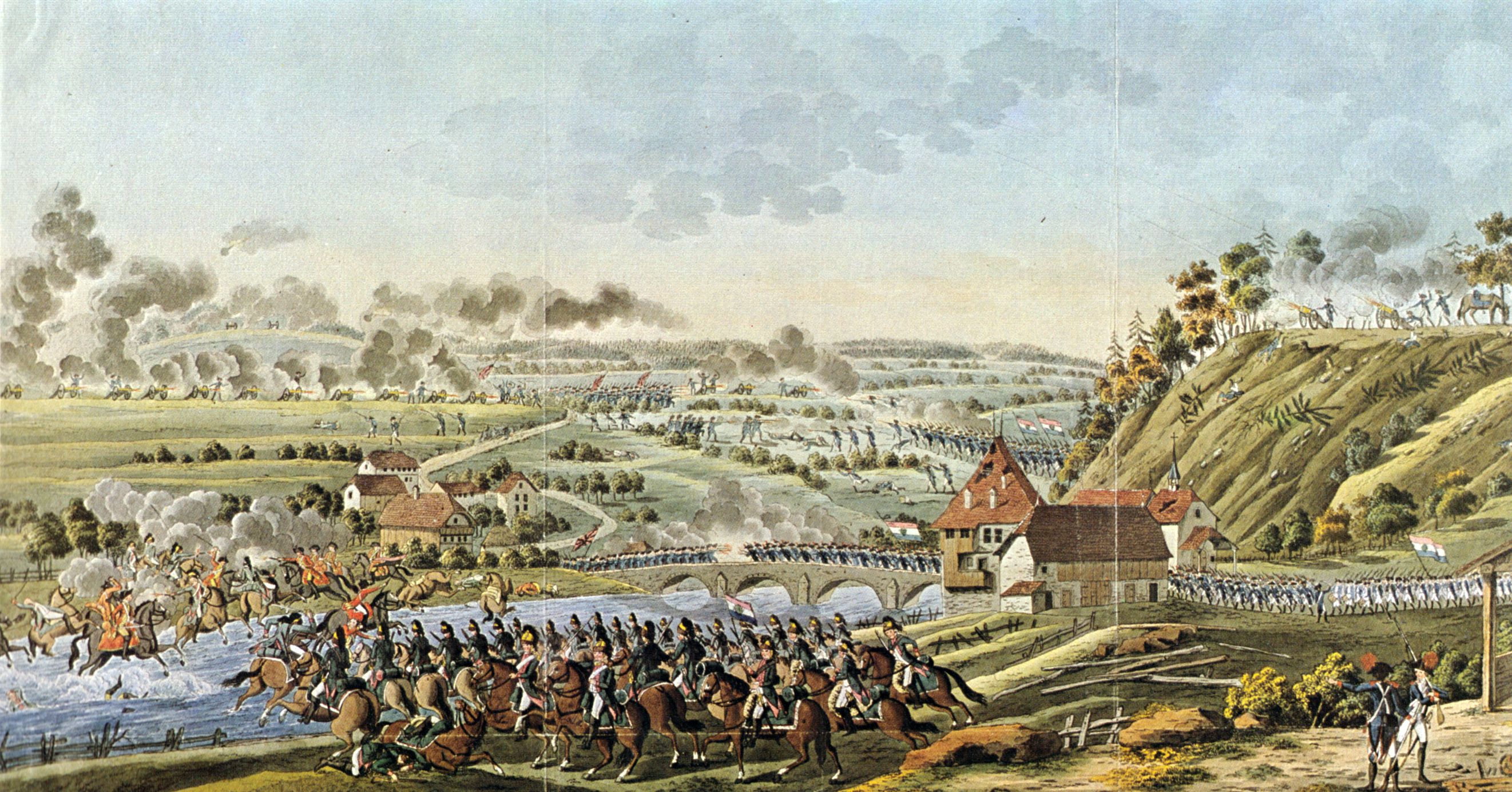
La bataille de Neuenegg (5 mars 1798).
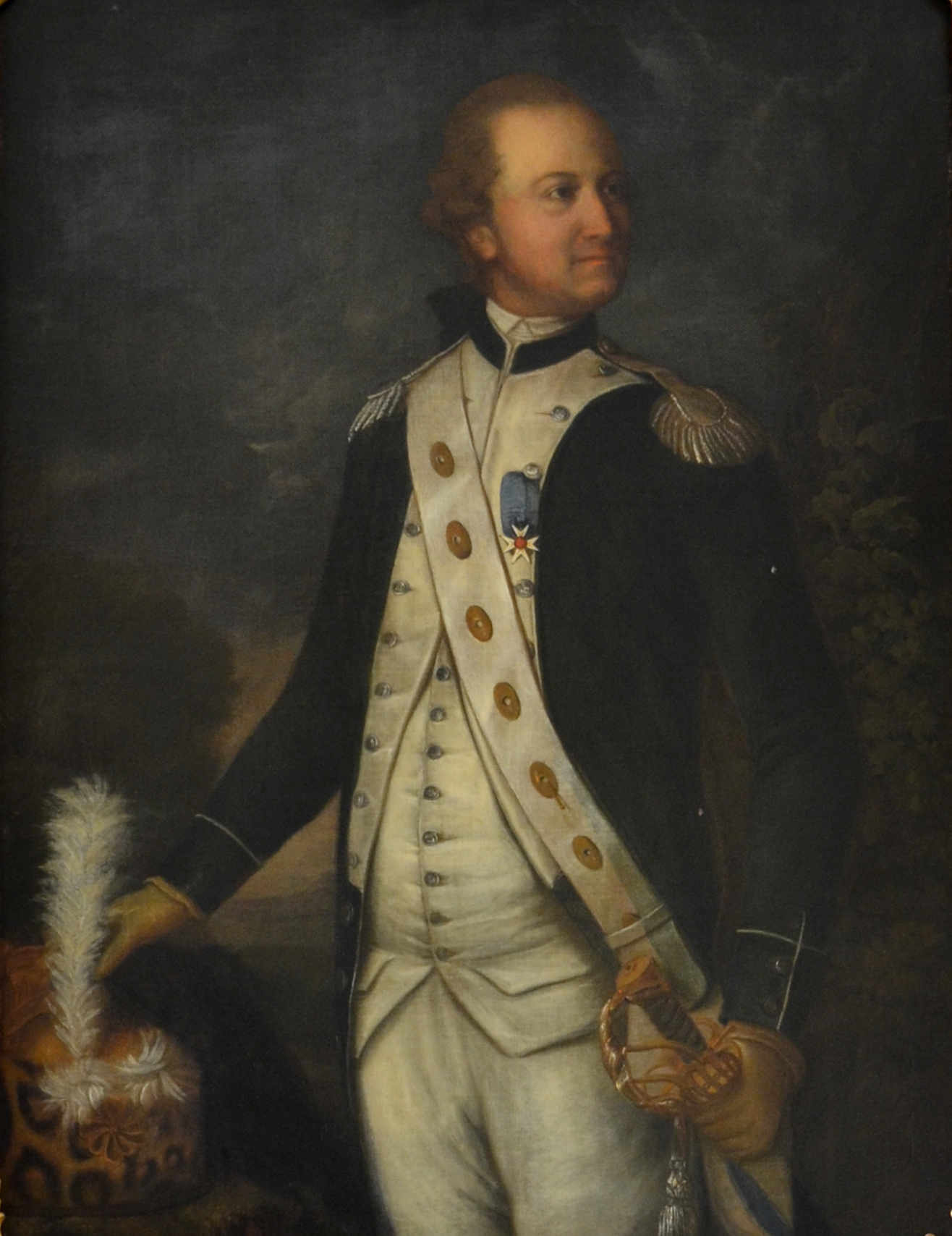
Le général Charles Louis d'Erlach (1746-1798).
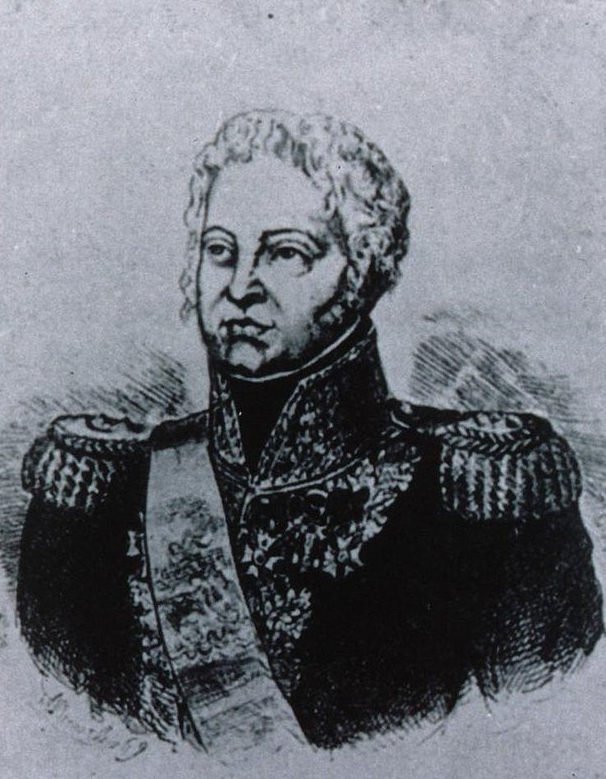
Alexis Schauenburg (1748-1831).

### Prise de Berne par les Français
Ce succès suisse n'est toutefois que de courte durée. Les troupes de Schauenburg commencent à faire route de Soleure à Berne. Il s'ensuit une série d'escarmouches qui forcent d'Erlach à la retraite ; après avoir perdu Fraubrunnen, il tente de tenir un défilé près de Artenen, mais les Suisses doivent battre en retraite une nouvelle fois. Le général d'Erlach tente une dernière fois d'arrêter les Français devant les portes de Berne, mais il est défait et Berne capitule le 5 mars. Après la prise de Berne, l'armée confédérée se disperse, d'Erlach tente encore une dernière résistance à Grauholz avec les deux bataillons qu'il lui restent. Il est définitivement vaincu puis finalement assassiné par des soldats de son propre camp l'accusant de traîtrise. En 1798, les troupes françaises envahissent tout le pays ; ils sont relativement bien accueillis dans les pays sujets, mais reçoivent une forte opposition dans la majorité des cantons souverains, comme Berne, Zürich et la Suisse centrale où l'armée française se livre à des pillages, mais pas, cela a été documenté à URI, à des massacres de grande ampleur. Les deux victoires au Grauholz et à Fraubrunnen entraînent la capitulation de Berne, peu soutenue par ses alliés. Les Français s'emparent alors du trésor de Berne et des ours, symboles de la ville.
Les Français font alors de la Confédération suisse un éphémère État unitaire calqué sur le modèle français : la République helvétique.

### Occupation du canton de Vaud
Le pays de Vaud, qui avait intrigué pour obtenir l'intervention de la France en envoyant notamment de la Harpe à Paris, se sort plutôt bien de cette invasion. Arborant le drapeau vert de la liberté, la République Lémanique proclamée le 24 janvier 1798 allait provoquer la chute des régimes en place en Europe et l'occupation d'une grande partie de ceux-ci par la France. De nombreuses communes du Pays de Vaud administrées par les Bernois protestants et les Fribourgeois catholiques se rallièrent à la cocarde verte du canton du Léman.
Or l'affaire de Thierrens, survenue dans la soirée du 25 janvier, dissipa cette euphorie. L'irruption des troupes armées françaises et un prêt obligé de 700 000 livres au général Ménard le 28 janvier furent suivis de réquisitions d'hommes et de chevaux. Le pillage généralisé du pays laissa cependant le territoire du canton de Vaud intact.

### Sources
1. ↑  « Anselm Zurfluh » [PDF]

ILLI, Martin: "Invasion française", in: Dictionnaire historique de la Suisse (DHS), version du 14.09.2021, traduit de l’allemand. Online: https://hls-dhs-dss.ch/fr/articles/008915/2021-09-14/, consulté le 27.11.2021.
150 ans d'histoire vaudoise (803-1953), publié par la Société vaudoise d'Histoire et d'Archéologie, Imprimerie Réunies, Lausanne,1953